# Elecciones estatales de Sonora de 2000
Las elecciones estatales de Sonora de 2000 tuvieron lugar el domingo 2 de julio, simultáneamente con las elecciones presidenciales, en ellas se renovaron los siguientes cargos de elección popular en el estado mexicano de Sonora:
- 72 ayuntamientos: compuestos por un Presidente Municipal y regidores, electos para un periodo de tres años no reelegibles de manera inmediata.
- 33 diputados del Congreso del Estado: 21 electos de manera directa por a cada uno de los Distritos Electorales y 12 por un sistema de listas bajo el principio de representación proporcional.

## Resultados Federales: Presidente
|  | 33.62 % |

|  | 50.79 % |

|  | 13.00 % |

- Datos: Q60824729